# Ludwig von Hanneken
Hans Ludwig von Hanneken (* 4. Juli 1780 in Rostock; † 2. Oktober 1854 in Berlin) war ein preußischer Generalmajor sowie Erbherr auf Nütschow und Petershagen in Mecklenburg.

## Leben

### Herkunft
Ludwig von Hanneken war der Sohn des mecklenburg-schwerinschen Majors a. D. Balthasar Georg von Hanneken (1744–1826) und dessen Ehefrau Charlotte Friederike, geborene Wendt. Sein Vater war Herr auf Vicheln und Nütschow.

### Militärkarriere
Im Februar 1796 trat Hanneken als Junker in das Kürassierregiment „von der Marwitz“ der Preußischen Armee ein, avancierte bis Ende Mai 1800 zum Sekondeleutnant und dimittierte am 12. Juni 1804.
Mit Beginn der Befreiungskriege kehrte Hanneken zur Armee zurück und wurde am 5. März 1813 der Normal-Dragoner-Kompanie aggregiert. Am 5. Juni 1813 kam er als Premierleutnant in das leichte Garde-Kavallerie-Regiment und stieg im Juli 1813 zum Stabsrittmeister auf. Während der Kriege erwarb er sich im Gefecht bei Haynau das Eiserne Kreuz II. Klasse. Ferner kämpfte er bei Grimma, Luckau, Görlitz, Waldau, Neumark, Neukirch, Hagelberg als auch in den Schlachten bei Großgörschen, Bautzen und Großbeeren.
Am 29. März 1815 kam Hanneken dann als Rittmeister und Eskadronchef in das 7. Kürassier-Regiment. Vom 19. Februar 1819 bis zum 29. März 1829 war er im 1. Kürassier-Regiment tätig und wurde anschließend als Major mit Patent vom 7. April 1829 in das 2. Dragoner-Regiment versetzt. Am 12. Januar 1834 erhielt er den Orden der Heiligen Anna II. Klasse und am 18. Januar 1836 den Johanniterorden. Man beauftragte ihn am 30. März 1836 mit der Führung des 6. Kürassier-Regiments und ernannte Hanneken am 14. Januar 1837 zum Regimentskommandeur. Am 28. Mai 1838 erhielt er den Roten Adlerorden III. Klasse mit Schleife sowie anlässlich des Frühjahresmanöver die Brillanten zum Orden der Heiligen Anna. Am 30. März 1839 wurde er zum Oberstleutnant und am 10. September 1840 zum Oberst. Unter Verleihung des Charakters als Generalmajor stellte man Hanneken am 16. Mai 1844 mit der gesetzlichen Pension zur Disposition.
Er starb am 2. Oktober 1854 in Berlin und wurde am 8. Oktober 1854 neben seiner Frau in Starpel (Landkreis Züllichau-Schwiebus) beigesetzt.
Der Chef des 6. Kürassier-Regiments war Zar Nikolaus I. Hanneken kam daher öfter nach Sankt Petersburg, um ihm Rapport zu erstatten. Am 17. April 1842 führte er die preußischen Delegation an, die dem Zaren anlässlich seines 25. Jubiläums der Regimentsübernahme die Glückwünsche des Regiments überbrachte.

### Familie
Ludwig von Hanneken heiratete am 18. August 1804 in Starpel Wilhelmine Leopoldine Elisabeth von Lettow (1783–1823). Das Paar hatte mehrere Kinder:
- Karl Georg (1805–1878), preußischer Oberst a. D., Kommandeur des 6. Kürassier-Regiments
- Maria Margarethe Karoline Luise (1807–1886) ⚭ 1839 Wilhelm von Sommerfeld (1801–1871), preußischer Generalleutnant
- Juliane Sophie Luise (* 1808) ⚭ Gustav von Oppeln, Herr auf Biesenitz
- Bernhard August Karl Hermann (1810–1886), preußischer Generalleutnant